# Björn Eggert (Politiker)

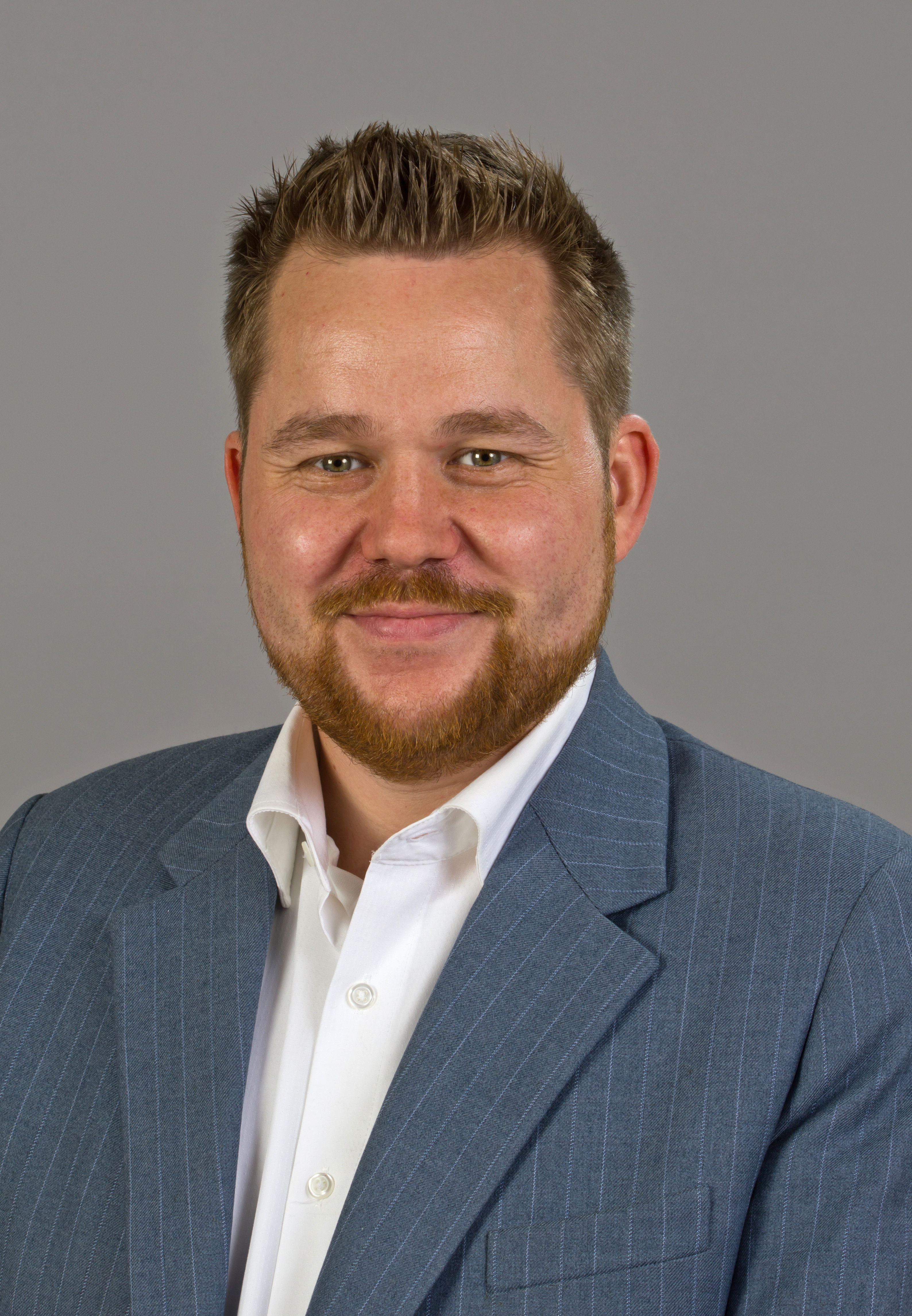
Björn Eggert

Björn Eggert (* 13. Oktober 1980 in Bad Oldesloe) ist ein deutscher Politiker (SPD).

## Leben
Eggert studierte Politikwissenschaft an der Freien Universität in Berlin und schloss das Studium 2010 mit dem Diplom ab. Seit 2011 arbeitet er als Referent bei der Naturfreundejugend.

## Politische Ämter
Björn Eggert trat 1996 in die SPD ein. 
Bei der Wahl zum Abgeordnetenhaus von Berlin 2006 kandidierte er erstmals als Direktkandidat in Kreuzberg, konnte jedoch nicht ins Abgeordnetenhaus einziehen. 
Von 2007 bis 2011 war er Mitglied der Bezirksverordnetenversammlung im Bezirk Friedrichshain-Kreuzberg, wo er unter anderem Vorsitzender des Schulausschusses war. 
Am 18. September 2011 gelang Eggert bei der Wahl zum Abgeordnetenhaus von Berlin 2011 der Einzug als Abgeordneter in das Abgeordnetenhaus von Berlin, wo er jugend- und familienpolitischer Sprecher der SPD-Fraktion war. 2016 schied er aus dem Abgeordnetenhaus aus.